# Коммунистическая улица (Самара)
Коммунистическая — улица в Ленинском районе города Самара. Проходит от Никитинской площади и переходит в улицу Московскую. На карте 1887 года называлась дорогой в Оренбург.
Протяжённость улицы с юга на север составляет 0,884 километра, с запада на восток — от 1,398 км на юге до 1,397 км на севере. Дорога четырёхполосная по две в каждом направлении.

## Трассировка
- Никитинская площадь
- улица Чкалова
- улица Григория Аксакова
- улица Базарная
- улица Владимирская
- улица Клиническая
- улица Дачная
- улица Осипенко
- улица Московская

## Здания и сооружения
- 1 — храм в честь Казанской иконы Божией Матери
- 4 — автосервис
- 4а — Гаражно-строительный кооператив
- 4б — административное здание
- 5 — частный дом («Дом с часами», «Дом купца Кожевникова», 1889)
- 7 — школа № 70 им. Героя Советского Союза А. В. Мельникова (1959)
- 8 — административное здание «МП г.о. Самара Трамвайно-троллейбусное управление»
- 10, 12, 14, 15 — жилые многоэтажные дома (1978 года постройки)
- 16 — средняя общеобразовательная школа № 132 с углубленным изучением отдельных предметов им. Г. П. Губанова
- 17 — административное здание «Департамент городского хозяйства и экологии г.о. Самара»
- 23 — жилой многоэтажный дом (1978)
- 25 — средняя общеобразовательная школа № 148
- 18, 22, 27, 29 — жилые многоэтажные дома
- 90 — административное здание (ресторанный комплекс)
- 105 — торговое здание («Универсам Магнит»)